# Gare de Getafe-Centro
 (mai 2025).
Si vous disposez d'ouvrages ou d'articles de référence ou si vous connaissez des sites web de qualité traitant du thème abordé ici, merci de compléter l'article en donnant les références utiles à sa vérifiabilité et en les liant à la section « Notes et références ».
La gare de Getafe-Centro est une gare ferroviaire du réseau des Cercanías de Madrid, située sur la ligne C-4.
Elle est en correspondance avec la station Getafe Central de la ligne 12 du métro de Madrid, qui se situe deux niveaux en-dessous des quais du train.